# 哈娜·拉曼迪尼
哈娜·拉曼迪尼（1995年2月21日—），印尼女子羽毛球運動員。

## 簡歷

### 青年期
2013年7月，菲特里亚尼卡代表印尼隊出戰马来西亚马来西亚沙巴州亞庇市舉行的亚洲青年羽毛球錦標賽，在率先進行的混合团体赛中，印尼队赢得了铜牌；女單方面在第三圈中不敌对手出局。同年10月，她再次出戰世界青年羽毛球錦標賽，在率先進行的混合团体赛中，印尼队赢得了银牌；女單方面在半準決賽中以0比2（10-21、8-21）大败给赛会2号种子、泰国的布桑兰·恩布鲁庞。

### 国际赛事
2013年3月，哈娜·拉曼迪尼出戰越南國際挑戰賽，在决赛中以2比0 （21-14、21-19）横扫赛会8号种子、泰国的蓬帕威·磋楚翁，初次夺得國際挑戰賽的女單冠軍。同年6月，她馬爾代夫羽毛球國際挑戰賽，在决赛中以0比2（8-21、13-21）败于赛会5号种子、加拿大的李文珊，获得亚軍。
2015年3月，哈娜·拉曼迪尼出戰越南國際挑戰賽，在準决赛中以1比2 （21-12、12-21、6-21）不敌赛会4号种子、日本的伊東可奈落败。
2016年3月，哈娜·拉曼迪尼出戰奧爾良羽毛球國際挑戰賽，在準决赛中，以0比2 （9-21、13-21）不敌马来西亚新星的吳堇溦。年尾11月，她出戰印尼羽毛球國際挑戰賽，在决赛中，面对赛会4号种子队友的菲特里亚尼，直落两局以0比2 （19-21、18-21）输了比赛。
2017年1月，哈娜·拉曼迪尼出戰印度羽毛球黃金大獎賽。首圈，大比分以2比0 （21-9、21-6）轻取印度的Preethi Konadam。次圈，表现良好以2比0 （21-16、21-12）拿下印度的阿卡希·卡夏普。八强中，迎战东道主选手、印度的斯里·克里希纳·普里亚·库达拉瓦利，表现强势以2比0 （21-17、21-15）胜出。四强中，以0比2（19-21、14-21）不敌队友的格蕾戈丽亚·玛丽斯卡·东宗，无缘决赛。同年8月，她出戰紐西蘭羽毛球黃金大獎賽，在準决赛中以1比2（12-21、21-17、17-21）不敌赛会5号种子、日本的川上紗惠奈。年底9月，她出戰越南羽毛球大獎賽。首圈，以2比0 （25-23、24-22）击退了马来西亚的何艷美。次圈，以2比0 （21-18、21-16）轻取新加坡的杨佳敏。八强中，大战三局以2比1(14-21、21-17、21-10)击败了资格赛选手台灣的陳曉歡。四强中，以0比2（18-21、17-21）不敌赛会4号种子、越南的武氏妆。
2018年4月，哈娜·拉曼迪尼出戰馬來西亞羽毛球國際挑戰賽，在準决赛中，面对赛会3号种子、东道主的李盈盈，激战三局以1比2（7-21、21-10、17-21）不敌对手。

## 主要比賽成績
只列出曾進入準決賽的國際賽事成績：
| 年份   | 賽事                     | 公開賽級別 | 項目     | 成績   |
| ------ | ------------------------ | ---------- | -------- | ------ |
| 2013年 | 越南羽毛球國際挑戰賽     | 國際挑戰賽 | 女子單打 | 冠軍   |
| 2013年 | 馬爾代夫羽毛球國際挑戰賽 | 國際挑戰賽 | 女子單打 | 亞軍   |
| 2013年 | 亞洲青年羽毛球錦標賽     | 其他       | 混合團體 | 季軍   |
| 2013年 | 世界青年羽毛球錦標賽     | 其他       | 混合團體 | 亞軍   |
| 2015年 | 越南羽毛球國際挑戰賽     | 國際挑戰賽 | 女子單打 | 準決賽 |
| 2015年 | 東南亞運動會羽毛球比賽   | 其他       | 女子團體 | 銅牌   |
| 2015年 | 東南亞運動會羽毛球比賽   | 其他       | 女子單打 | 銀牌   |
| 2016年 | 奧爾良羽毛球國際挑戰賽   | 國際挑戰賽 | 女子單打 | 準決賽 |
| 2016年 | 印尼羽毛球國際挑戰賽     | 國際挑戰賽 | 女子單打 | 亞軍   |
| 2017年 | 印度羽毛球黃金大獎賽     | 黃金大獎賽 | 女子單打 | 準決賽 |
| 2017年 | 波蘭羽毛球公開賽         | 國際挑戰賽 | 女子單打 | 準決賽 |
| 2017年 | 紐西蘭羽毛球黃金大獎賽   | 黃金大獎賽 | 女子單打 | 準決賽 |
| 2017年 | 東南亞運動會羽毛球比賽   | 其他       | 女子團體 | 銅牌   |
| 2017年 | 越南羽毛球大獎賽         | 大獎賽     | 女子單打 | 準決賽 |
| 2018年 | 亞洲羽毛球團體錦標賽     | 其他       | 女子團體 | 季軍   |
| 2018年 | 馬來西亞羽毛球國際挑戰賽 | 國際挑戰賽 | 女子單打 | 準決賽 |

| 2007-2017年 | 首要超級賽 | 超級賽 | 黃金大獎賽 | 大獎賽 | 國際挑戰賽 | 國際系列賽 | 未來系列賽 | 其他 |

| 2018-2026年 | 總決賽 | 超級1000賽 | 超級750賽 | 超級500賽 | 超級300賽 | 超級100賽 | 國際挑戰賽 | 國際系列賽 | 未來系列賽 | 其他 |